# کری دیکسون
 کری دیکسون  (به انگلیسی: Kerry Dixon)، (زاده ۲۶ ژوئیه ۱۹۶۱ - لوتون) بازیکن سابق تیم ملی فوتبال انگلیس و چلسی است.دیکسون از بهترین گلزنان تاریخ باشگاه چلسی است.وی ۸ بازی و ۴ گل ملی در کارنامه دارد.